# 1429
Évszázadok: 14. század – 15. század – 16. század
Évtizedek: 1370-es évek – 1380-as évek – 1390-es évek – 1400-as évek – 1410-es évek – 1420-as évek – 1430-as évek – 1440-es évek – 1450-es évek – 1460-as évek – 1470-es évek
Évek: 1424 – 1425 – 1426 – 1427 –  1428 – 1429 – 1430 – 1431 – 1432 – 1433 – 1434

## Események

### Határozott dátumú események
- január 10. – Jó Fülöp burgundi herceg megalapítja az Aranygyapjas rendet.
- február 12. – A rouvray csata. Az angolok megvédenek egy Orléans-ba ellátmányt szállító konvojt a franciák támadásától.
- február 23. – Jeanne d’Arc Chinonban találkozik a trónörökössel.[1]
- április 27. – Az orléans-i csata. A Jeanne d’Arc és Alencon hercege vezette sereg felszabadítja Orléans-t.
- május 7. – A Jeanne d’Arc vezette francia sereg megsemmisíti a Loire déli partján levő angol hídfőt.
- május 15. – I. Blanka navarrai királynőt Pamplonában a férjével, II. Jánossal együtt királlyá koronázzák.
- június 19. – A patayi csata a százéves háborúban. A Jeanne d’Arc vezette francia sereg szétzúzza az angol erőket és kiűzi őket a Loire völgyéből.
- július 17. – VII. Károly francia királyt Reimsben megkoronázzák.[1]
- július 26. – VIII. Kelemen ellenpápa lemond.[2]
- szeptember 8. – Jeanne d’Arc sikertelen támadást indít Párizs felszabadítására és megsebesül.
- IV. Alexioszt fia IV. Jóannész követi a Trapezunti Császárság trónján (1458-ig uralkodik).

### Határozatlan dátumú események
- Tűz pusztítja el Turku városát.

## Halálozások
- szeptember 28. – Cymburgis mazóviai hercegnő, II. Ernő osztrák herceg felesége.